# Sumner Paine
Sumner Paine (Boston,13 de maio de 1868 — Boston,18 de abril de 1904) foi um atirador americano. Ele competiu nos Jogos Olímpicos de Verão de 1896 em Atenas.
Paine entrou em todas as provas de tiro dos Jogos de 1896. Ele, junto com seu irmão John Paine, foi desqualificado da prova de pistola livre porque suas armas não tinham um calibre apropriado.
Os irmãos Paine usaram revolvers Colt na prova de carabina militar. Aquelas pistolas eram superiores as usadas por seus oponentes, e os irmão não teriam dificuldade para ganhar a prova. Na carabina livre, Sumner terminou em segundo lugar com 380 pontos em 23 tiros (de 30 tiros) e seu irmão John terminou em primeiro com 442 pontos em 25 tiros. O terceiro atirador teve um escore de apenas 205 pontos.
Depois de ganhar a carabina militar, John desistiu da prova de tiro livre. Sumner ganhou o evento, marcando exatamente o mesmo número de pontos (442) que John ganhou o carabina militar. Neste caso, o segundo lugar marcou apenas 285 pontos.